# 王恩惠
王恩惠（1911年5月12日—2003年8月），曾用名子凡，男，陕西神木人，中华人民共和国政治人物，曾任天津市革命委员会副主任，天津市人大常委会副主任，天津市政协副主席，第五届全国人大代表。